# Anomalia excêntrica

Diagrama representando a anomalia média M, a anomalia excêntrica E e a anomalia verdadeira, a órbita e a circunferência principal

Em astronomia e mecânica celeste, a anomalia excêntrica é um ângulo auxiliar construído de forma a transformar entre uma grandeza geométrica e uma grandeza cinemática.
A grandeza geométrica é a anomalia verdadeira, que permite posicionar o corpo em sua órbita elíptica através das equações polares da elipse.
A grandeza cinemática é a anomalia média, que é proporcional ao tempo desde a passagem pelo periastro e, pela Segunda Lei de Kepler, é proporcional à área varrida pelo raio vetor.
A anomalia excêntrica é construída desenhando-se o círculo, com mesmo centro da elipse orbital, e com raio igual ao semi-eixo maior da elipse. Projeta-se a posição do corpo sobre este círculo, traçando linhas perpendiculares à linha dos ápsides. A anomalia excêntrica é o ângulo, medido no centro da elipse, entre o periastro e esta posição projetada sobre o círculo.